# Chó Bullenbeisser
Chó Bullenbeisser (còn được gọi là Chó bò Đức) là một giống chó được biết đến với sức mạnh và sự nhanh nhẹn. Loài này có liên quan chặt chẽ với chó Bärenbeisser (một số người tin rằng hai giống này thực chất là một, tên gọi có nghĩa là "con bò đực" và "chó cắn gấu", tương ứng cho mỗi tên) và Chó Boxer. Trong tất cả các khía cạnh, giống chó này tương tự như giống chó hiện tại Alano Español (còn gọi là chó bò Tây Ban Nha) và rất giống với Chó Dogo Argentino, không chỉ trong khía cạnh, mà còn trong các mục đích sử dụng. Có hai giống địa phương là Brabanter Bullenbeisser và Danziger Bullenbeisser. Giống chó này bây giờ đã tuyệt chủng.

## Sự tuyệt chủng
Chó Bullenbeisser trở nên tuyệt chủng bằng việc lai giống hơn là bởi sự suy giảm của giống chó này, như cũng xảy ra với Chó bò Thời cũ. Kích thước của Chó bò Biter dao động trong khoảng 40 đến 70 cm vào năm 1850; là một kích thước nhỏ hơn các giống chó sống hiện nay tại Hà Lan và Bỉ và lớn hơn các giống chó ở Đức. Vào cuối những năm 1870, các nhà lai tạo người Đức Roberth, Konig và Hopner đã sử dụng con chó giống này để tạo ra một giống mới, ngày nay được gọi là Chó Boxer. Một số cá thể chó Bullenbeisser, khoảng 30 con đã được lai giống bởi Câu lạc bộ Chăm sóc Chó Boxer của Đức vào năm 1900 với Chó bò mang từ quần đảo Anh. Thành phần dòng máu là 50/50 tại thời điểm đó, tuy nhiên, các chủ sở hữu Đức bắt đầu lai chó của họ với tất cả các loại Chó bò và Chó Boxer, sản xuất một giống chó không thể phân biệt được sau Thế chiến II. Một lý do tại sao dòng chó mang trong mình dòng máu Đức được sử dụng để tạo ra con chó Boxer với mong muốn loại bỏ màu trắng quá mức của giống chó này và sự cần thiết phải sản xuất hàng ngàn con chó cho một trong những giống phổ biến nhất trên thế giới.